# Helvetica (film)
Helvetica is een documentaire uit 2007 over typografie en grafisch ontwerp met als hoofdmoot het gebruik van het lettertype Helvetica, dat in het jaar van productie 50 jaar bestond. De documentaire beschrijft de geschiedenis van het lettertype Helvetica met tussendoor interviews van vooraanstaande letterontwerpers en grafisch ontwerpers, waarvan sommigen direct betrokken zijn geweest bij het lettertype. Het tracht ook te laten zien hoe mooi doch eenvoudig het is.
De film werd geregisseerd door Gary Hustwit en is de eerste film in zijn Design Trilogy. Hustwit produceerde voor de Design Trilogy ook de films Objectified over industrieel ontwerpen en Typeface over letterontwerp.
Helvetica ging in première op het South by Southwest Film Festival in maart 2007.
Daarna werd het wereldwijd in selecte plaatsen vertoond, waarna het al in november 2007 voor verkoop op dvd werd uitgebracht. In mei 2008 kwam de film ook uit op blu-ray. Er zijn 1500 door Gary Hustwit getekende exemplaren.
De film werd genomineerd voor de Truer Than Fiction Award tijdens de Independent Spirit Awards-uitreikingen in 2008.

## Geïnterviewde personen
Personen die in deze documentaire worden geïnterviewd zijn onder andere:
- Massimo Vignelli - ontwerper van de huisstijl (corporate identity) en visuele communicatie in openbare ruimten, zoals de metro van New York
- Rick Poynor - publicist en criticus van grafisch ontwerp en typografie
- Wim Crouwel - letterontwerper
- Matthew Carter - letterontwerper van o.a. digitale Windows-lettertypes
- Alfred Hoffmann - zoon van Helvetica-projectleider Eduard Hoffmann en voormalig directeur van de lettergieterij en -uitgeverij Haas'sche Schriftgiesserei
- Mike Parker - typograaf en hoofd letterontwerp bij voorheen Mergenthaler Linotype Company (tegenwoordig Linotype)
- Otmar Hoefer en Bruno Steinert - uitgevers van lettertypes bij Linotype, onder andere voor fotozetten
- Hermann Zapf - letterontwerper van onder andere Palatino en Optima
- Michael Bierut - grafisch ontwerper en criticus
- Jonathan Hoefler en Tobias Frere-Jones - beiden oprichters en ontwerpers van letteruitgeverij Hoefler & Frere Jones
- Erik Spiekermann - typograaf en letterontwerper, (mede)oprichter van bureaus MetaDesign en FontShop
- Neville Brody - grafisch ontwerper en typograaf, bekend van de FontFont (FF)-lettertypefamilies
- Paula Scher - grafisch ontwerper, illustrator en schilder
- Stefan Sagmeister - grafisch ontwerper en typograaf, onder andere bekend van hoezen van bekende popmuziekalbums
- David Carson - grafisch ontwerper van visuele communicatie in de openbare ruimte
- Michael C. Place - grafisch ontwerper van studio Build